# Brassemer
Tachyeres
Genre
Les quatre espèces de brassemers, ou canards-vapeur, constituent le genre Tachyeres. 
Ils vivent au sud de la zone néotropicale (Patagonie, Terre de Feu, îles Malouines).
Ces oiseaux fréquentent les eaux côtières dont ils s'éloignent rarement puisque seul le Brassemer de Patagonie est capable de voler sur de longues distances.
Ces canards sont généralement agressifs. Le nom brassemer provient de leur habitude à frapper l'eau avec leurs pattes lorsqu'ils sont poursuivis.

## Liste des espèces
Selon la classification de référence du Congrès ornithologique international (version 15.1, 2025) :
- Brassemer de Patagonie — Tachyeres patachonicus (King, PP, 1831) — sud du Chili et de l'Argentine, possiblement les îles Malouines ;
- Brassemer cendré — Tachyeres pteneres (Forster, JR, 1844) — côtes du sud du Chili et de l'Argentine;
- Brassemer des Malouines — Tachyeres brachypterus (Latham, 1790) — îles Malouines ;
- Brassemer à tête blanche — Tachyeres leucocephalus Humphrey & Thompson, 1981 — côtes du sud-est de l'Argentine.